# 児玉敏雄
児玉 敏雄（こだま としお、1951年9月24日 - ）は、日本の技術者・実業家。三菱重工業代表取締役最高技術責任者や、同社代表取締役副社長を経て、日本原子力研究開発機構理事長。

## 人物・経歴
京都府出身。1974年名古屋大学工学部機械工学科卒業。1976年名古屋大学大学院工学研究科機械工学専攻修了、三菱重工業入社、技術本部高砂研究所配属。2005年技術本部高砂研究所長。2006年技術本部広島研究所長。2007年技術本部副本部長兼広島研究所長。2008年技術本部副本部長。2009年執行役員技術本部副本部長。2011年執行役員技術統括本部副本部長。2013年代表取締役常務執行役員技術統括本部長。
2014年三菱重工業代表取締役常務執行役員CTO、技術統括本部長兼ICTソリューション本部長。2015年代表取締役副社長執行役員技術統括本部長。同年から国立研究開発法人日本原子力研究開発機構理事長を務め、高速増殖炉もんじゅの再稼働などにあたった。2017年には大洗研究開発センターでの被曝事故を受け、茨城県庁を訪れ、橋本昌茨城県知事に対し、「大変申し訳ない」と謝罪を行った。2018年には原子力規制委員会の更田豊志委員長から、田口康副理事長とともに緊張感をもった炉外燃料取り作業を行うよう要請を受けた。2019年にも大井川和彦茨城県知事から、相次ぐトラブルを受け注意を受けた。
2021年4月、フランス政府国家功労勲章オフィシエを受章。
2022年3月、日本原子力研究開発機構理事長を退任。